# Good News from the Next World
Good News from the Next World è il decimo album in studio del gruppo musicale britannico Simple Minds, pubblicato nel 1995 dalla Virgin Records.

## Tracce
1. She's a River – 5:32
2. Night Music – 5:24
3. Hypnotised – 5:53
4. Great Leap Forward – 5:56
5. 7 Deadly Sins – 5:11
6. And the Band Played On – 5:32
7. My Life – 5:16
8. Criminal World – 5:03
9. This Time – 4:58

## Classifiche

### Classifiche settimanali
| Classifica (1995) | Posizione massima |
| ----------------- | ----------------- |
| Australia         | 20                |
| Austria           | 6                 |
| Belgio (Fiandre)  | 21                |
| Belgio (Vallonia) | 11                |
| Canada            | 37                |
| Danimarca         | 4                 |
| Europa            | 2                 |
| Francia           | 3                 |
| Germania          | 4                 |
| Italia            | 2                 |
| Norvegia          | 5                 |
| Nuova Zelanda     | 8                 |
| Paesi Bassi       | 5                 |
| Portogallo        | 5                 |
| Regno Unito       | 2                 |
| Spagna            | 9                 |
| Stati Uniti       | 87                |
| Svezia            | 2                 |
| Svizzera          | 1                 |

### Classifiche di fine anno
| Classifica (1995) | Posizione |
| ----------------- | --------- |
| Austria           | 47        |
| Belgio (Fiandre)  | 46        |
| Belgio (Vallonia) | 19        |
| Germania          | 41        |
| Italia            | 31        |
| Regno Unito       | 81        |
| Svizzera          | 22        |